# Aculeo

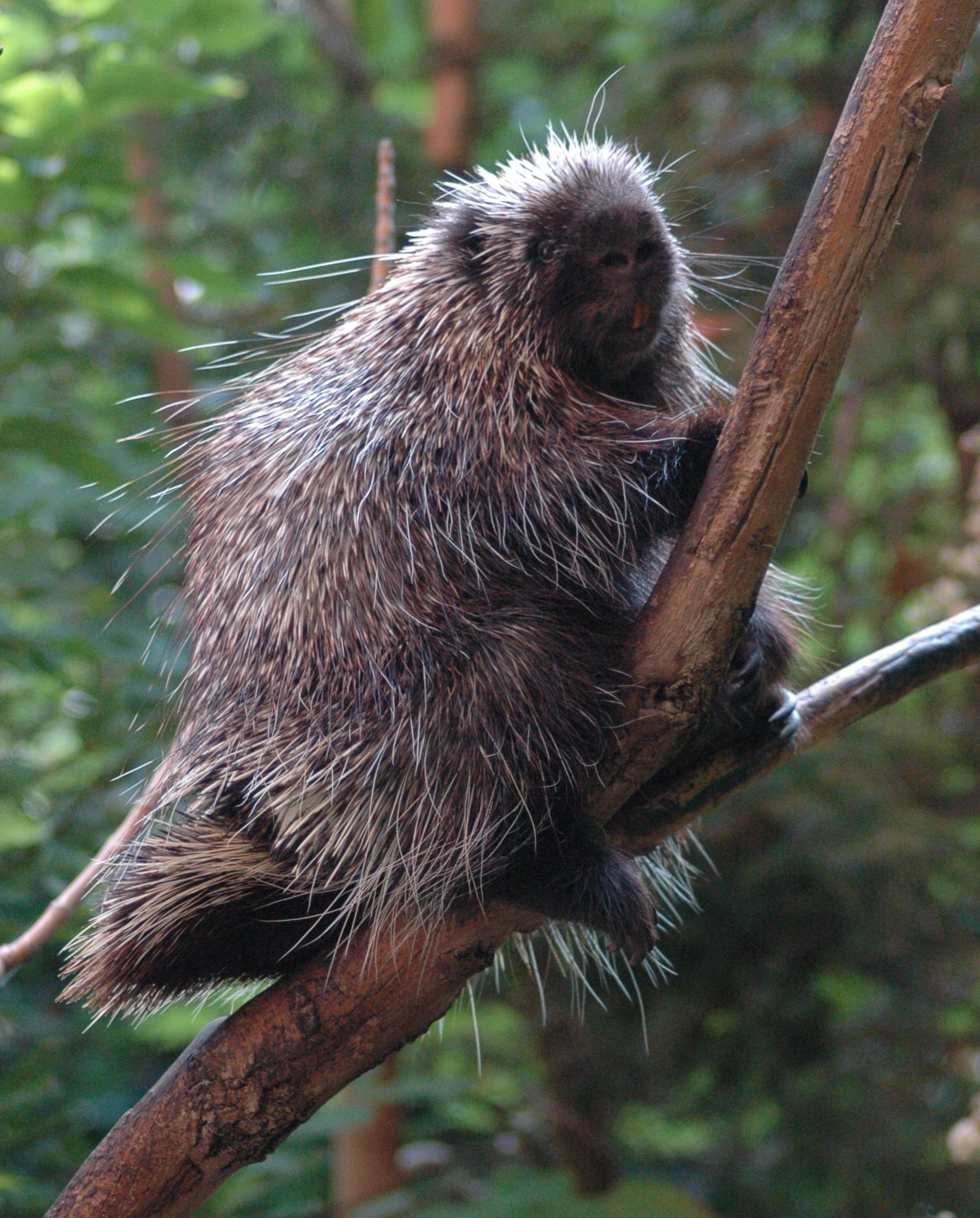
Ursone

L'aculeo è, nel linguaggio scientifico, il nome generico di ogni organo pungente che si trova negli animali.

## Mammiferi
Nei mammiferi sono generalmente produzioni epidermiche, cioè peli modificati. Esempi di mammiferi dotati di aculei sono: il riccio; l'istrice; l'echidna.

## Echinodermi
Gli echinodermi sono un phylum di animali marini ricoperti da piastre calcaree con processi spinosi. Il più noto è, forse, il riccio di mare.

## Insetti
I pungiglioni degli imenotteri (vespa, ape, ecc.) si trovano all'estremità dell'addome: rappresentano una modificazione dell'ovopositore (terebra) e sono in rapporto con ghiandole velenifere.
Molti altri animali sono provvisti di aculei di varia natura, che servono come arma di difesa o di offesa.